# Budavári Sikló
| Logo der Budavári Sikló |                                 |                                |                                |
| Lage: | Budapest, Ungarn                |                                |                                |
| Gesamtlänge: | 95 m                            |                                |                                |
| Höhendifferenz: | 51 m                            |                                |                                |
| Spurweite: | 1435 mm (Normalspur)            |                                |                                |
| Maximale Neigung: | 620 ‰ (31,75°)                  |                                |                                |
| Talstation: | 47° 29′ 52,3″ N, 19° 2′ 23″ O   |                                |                                |
| Bergstation: | 47° 29′ 51,7″ N, 19° 2′ 18,9″ O |                                |                                |
| Fahrzeit: | 95 Sekunden                     |                                |                                |
| Eröffnung: | 2. März 1870                    |                                |                                |
| \| \| 0,000 \| Clark Ádám tér (Talstation) \| Clark Ádám tér (Talstation) \| \| \| \| Fußweg \| \| \| \| \| Fußweg \| \| \| \| 0,095 \| Szent György tér (Bergstation) \| Szent György tér (Bergstation) \| |                                 |                                |                                |
| Kopfbahnhof Streckenanfang | 0,000                           | Clark Ádám tér (Talstation)    | Clark Ádám tér (Talstation)    |
| Strecke mit Straßenbrücke |                                 | Fußweg                         | Fußweg                         |
| Strecke mit Straßenbrücke |                                 | Fußweg                         | Fußweg                         |
| Kopfbahnhof Streckenende | 0,095                           | Szent György tér (Bergstation) | Szent György tér (Bergstation) |

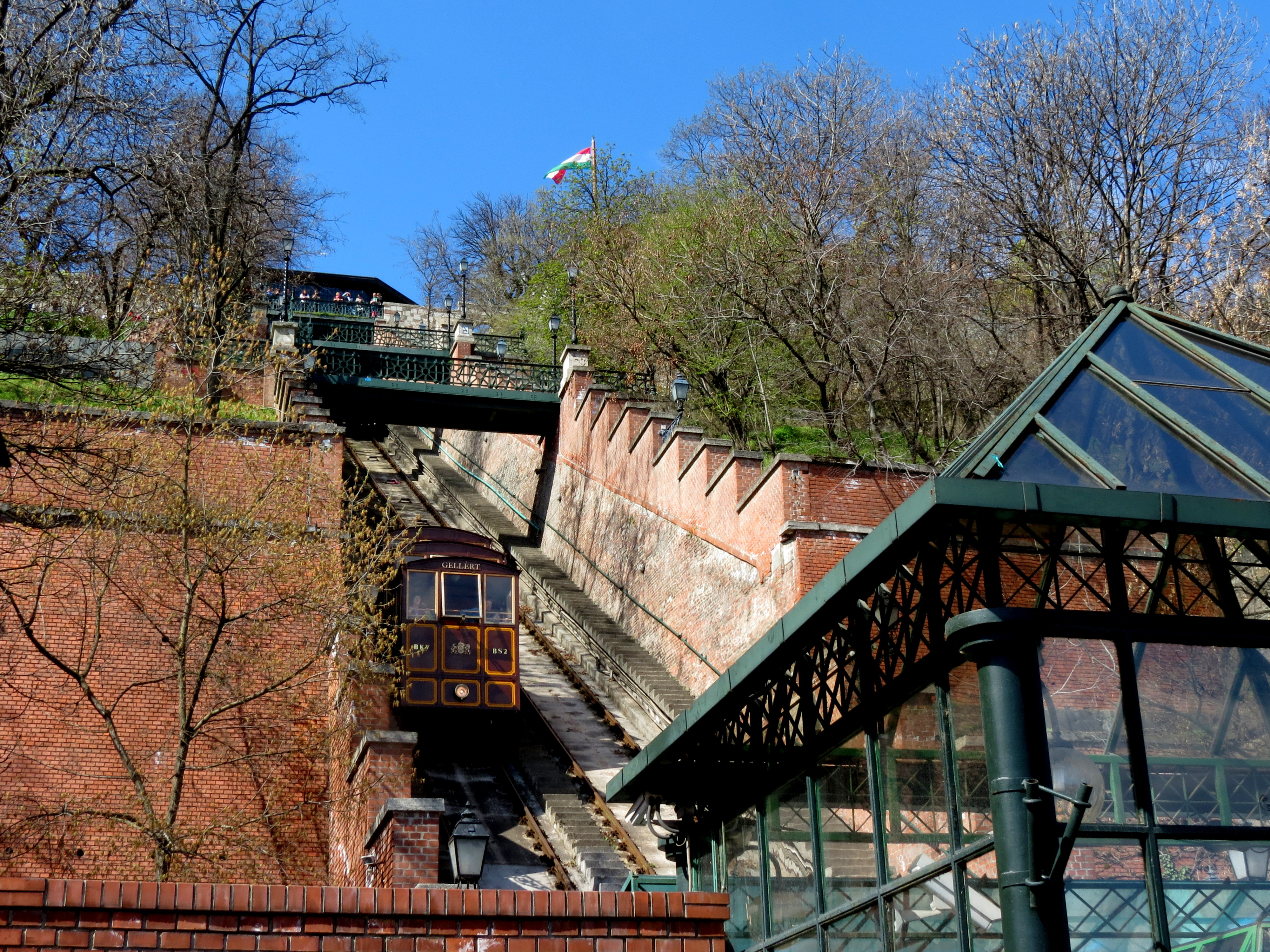
Ansicht von 2013

Die Budavári Sikló ([ˈbudɒvaːri ˈʃikloː], früher Budai Hegypálya) ist eine Standseilbahn in der ungarischen Hauptstadt Budapest, die vom Donauufer zum Burgviertel auf den Burgberg führt. Die Standseilbahn wurde 1870 eröffnet und ist die zweitälteste der Welt. Seit 1987 zählt sie zum UNESCO-Welterbe.

## Geschichte

### Bau
Der Bau der Standseilbahn erfolgte auf Initiative von Ödön Széchenyi, dem Sohn des ungarischen Staatsreformers István Széchenyi, auf dessen Anregung die Budapester Kettenbrücke errichtet wurde. Ödön Széchényi plante eine auf der 1862 erbauten Standseilbahn in Lyon basierende Bahn, die eine einfachere Anbindung zu den Ministerien auf dem Burgberg schaffen sollte.
Am 23. Oktober 1869 absolvierte die Standseilbahn ihre erste Testfahrt und konnte am 2. März 1870 eröffnet werden. Sie wurde von der Talstation aus durch eine Dampfmaschine angetrieben. Ihre Wagen stammten von der K.k. landesbefugten Maschinenfabrik und Wagenbauanstalt Johann Spiering aus Wien. Ein ähnliches System gab es zuvor nur in Lyon. Die Bahntrasse wurde ursprünglich von zwei Fußgängerbrücken überquert, die 1900 wegen einer Erweiterung des Burggartens entfernt wurden. Sie wurden 1983 nach Originalplänen wieder errichtet.

### Zerstörung

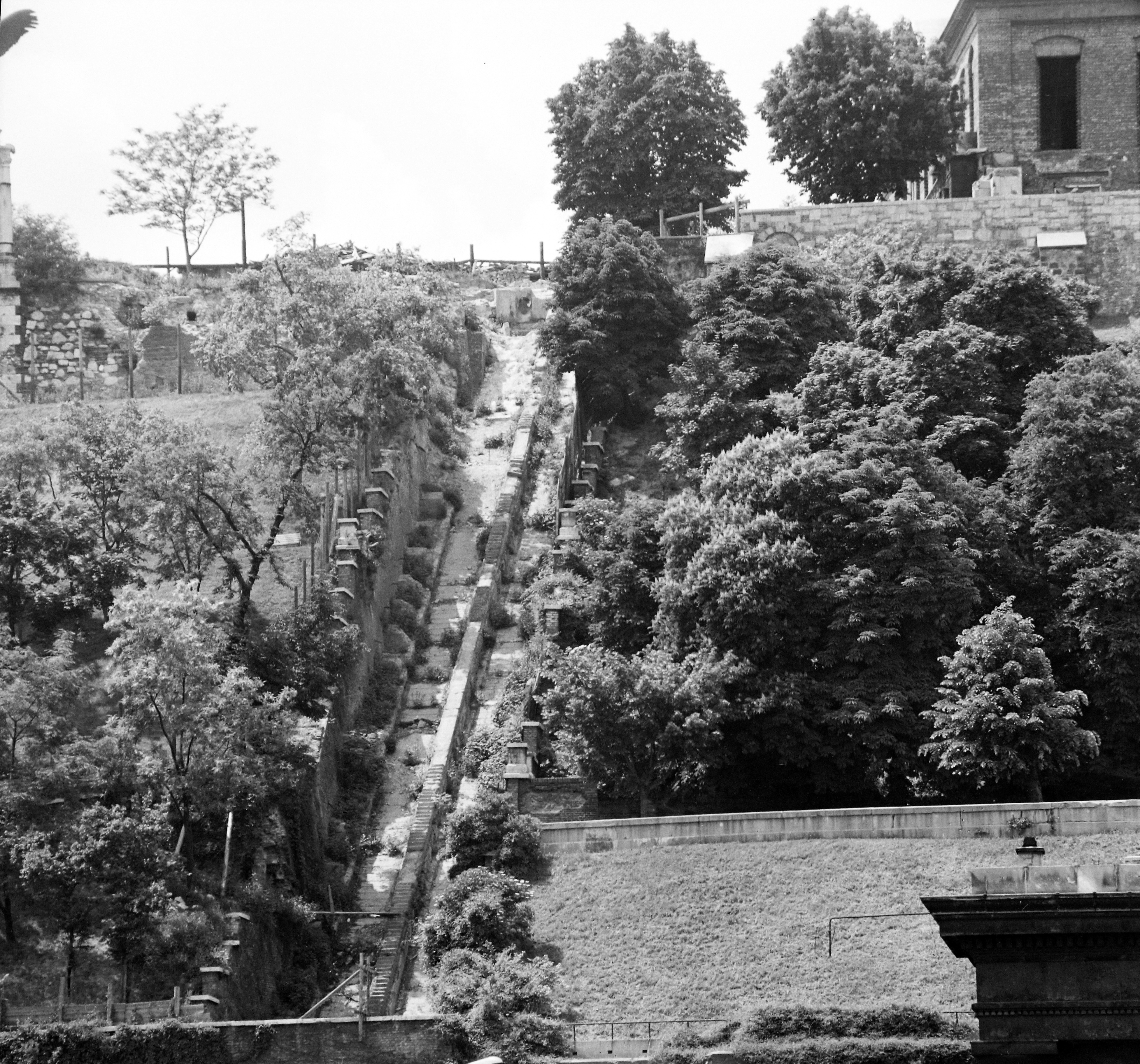
Die zerstörte Trasse 1970 vor der Rekonstruktion

Im Zweiten Weltkrieg wurde die Standseilbahn in der Schlacht um Budapest am 20. Dezember 1944 von mehreren Bomben getroffen. Die Bergstation am Szent György tér und ein dort befindliches Fahrzeug wurden komplett zerstört. Die Talstation erlitt jedoch nur leichte Schäden. Da der Wiederaufbau des Burgpalasts nach dem Krieg von der kommunistischen Führung nur zögerlich vorangetrieben wurde, erachtete man die Rekonstruktion der Standseilbahn zunächst für nicht notwendig, zumal es seit 1928 auch Busverbindungen auf den Burgberg gab. In den Jahren 1948 bis 1949 wurden die Reste der Bahn nach und nach abgetragen; so auch die nur leicht beschädigte Talstation.

### Rekonstruktion
Als in den 1960er Jahren der Tourismus in Budapest wieder anstieg, wurde 1963 erstmals überlegt, die Standseilbahn zu rekonstruieren. 1965 wurde eine Ausschreibung veröffentlicht, die jedoch aus wirtschaftlichen Gründen wieder zurückgezogen wurde. Erst in den 1980er Jahren änderte sich die Situation, da die Rekonstruktion des Burgpalasts fast abgeschlossen war. Die Bauarbeiten begannen 1985 und wurden ein Jahr später abgeschlossen. Die vormalige Dampfmaschine wurde durch einen Elektromotor in der Bergstation ersetzt. Bei Ausgrabungen, die im Vorfeld der Rekonstruktion stattfanden, wurden Ruinen eines alten Klosters und 19, überwiegend aus der Zeit der Türkenkriege stammende, Kanonenkugeln freigelegt. Am 4. Juni 1986 nahm die Standseilbahn ihren Betrieb wieder auf.

## Betrieb
Die Standseilbahn mit einer Spurweite von 1435 Millimetern (Normalspur) legt die Fahrstrecke von 95 Metern in 95 Sekunden zurück. Die Fahrzeit betrug nach der Rekonstruktion 1986 ursprünglich nur 50 Sekunden. Jedoch wurde 1988 die Geschwindigkeit der Wägen verlangsamt, damit die Fahrgäste das Panorama der Stadt länger sehen können. Die Bahn verkehrt täglich von 8:00 bis 22:00 Uhr und fährt regulär, je nach Besucherandrang, im Fünf-bis-Zehn-Minuten-Takt. Während die Standseilbahn im 19. Jahrhundert noch hauptsächlich von Staatsbediensteten genutzt wurde, reisen heute fast ausschließlich Touristen mit ihr. Die zwei Fahrzeuge sind nach der Margareteninsel (Margit, Betriebsnummer BS 1) und dem Gellértberg (Gellért, Betriebsnummer BS 2) benannt und können jeweils 24 Personen befördern. 2019 nutzten über eine Million Fahrgäste die Standseilbahn.
Die Talstation befindet sich gegenüber der Széchenyi-Kettenbrücke auf dem Clark Ádám tér, die Bergstation befindet sich am Szent György tér auf dem Burgberg in direkter Nachbarschaft zum Palais Sándor und dem Burgpalast.

## Galerie

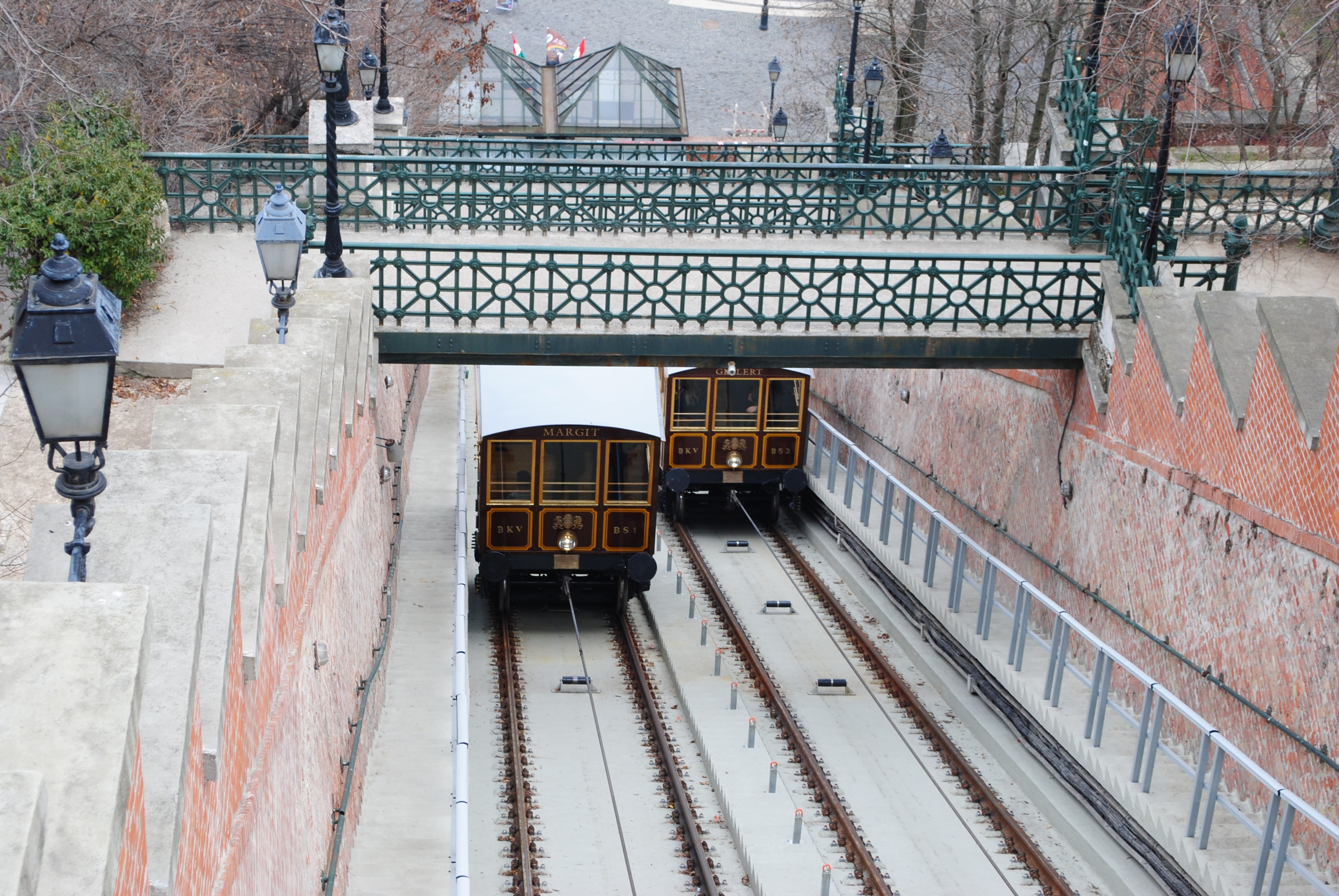
Blick auf beide Fahrzeuge
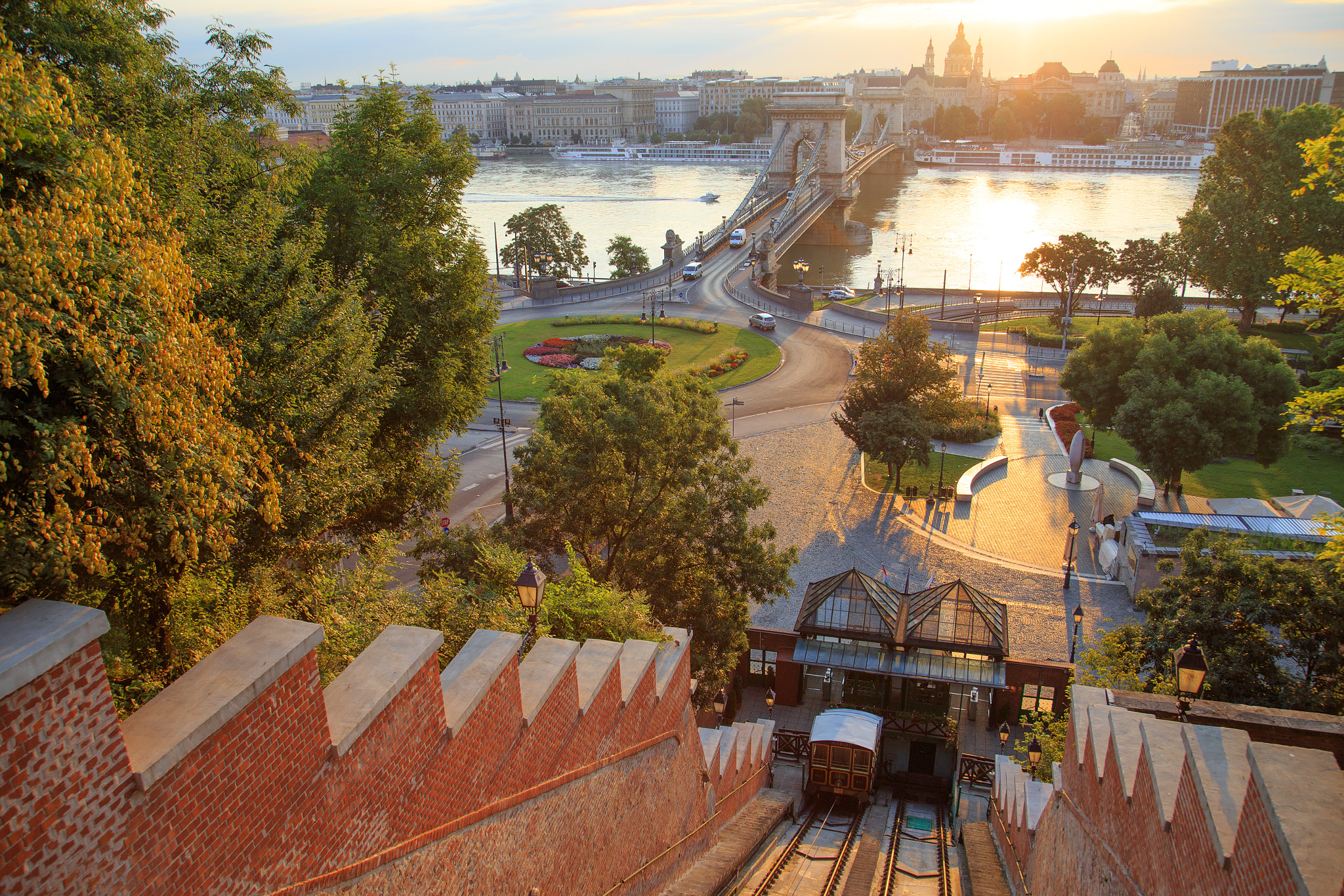
Aussicht aus einem Fahrzeug auf die Kettenbrücke
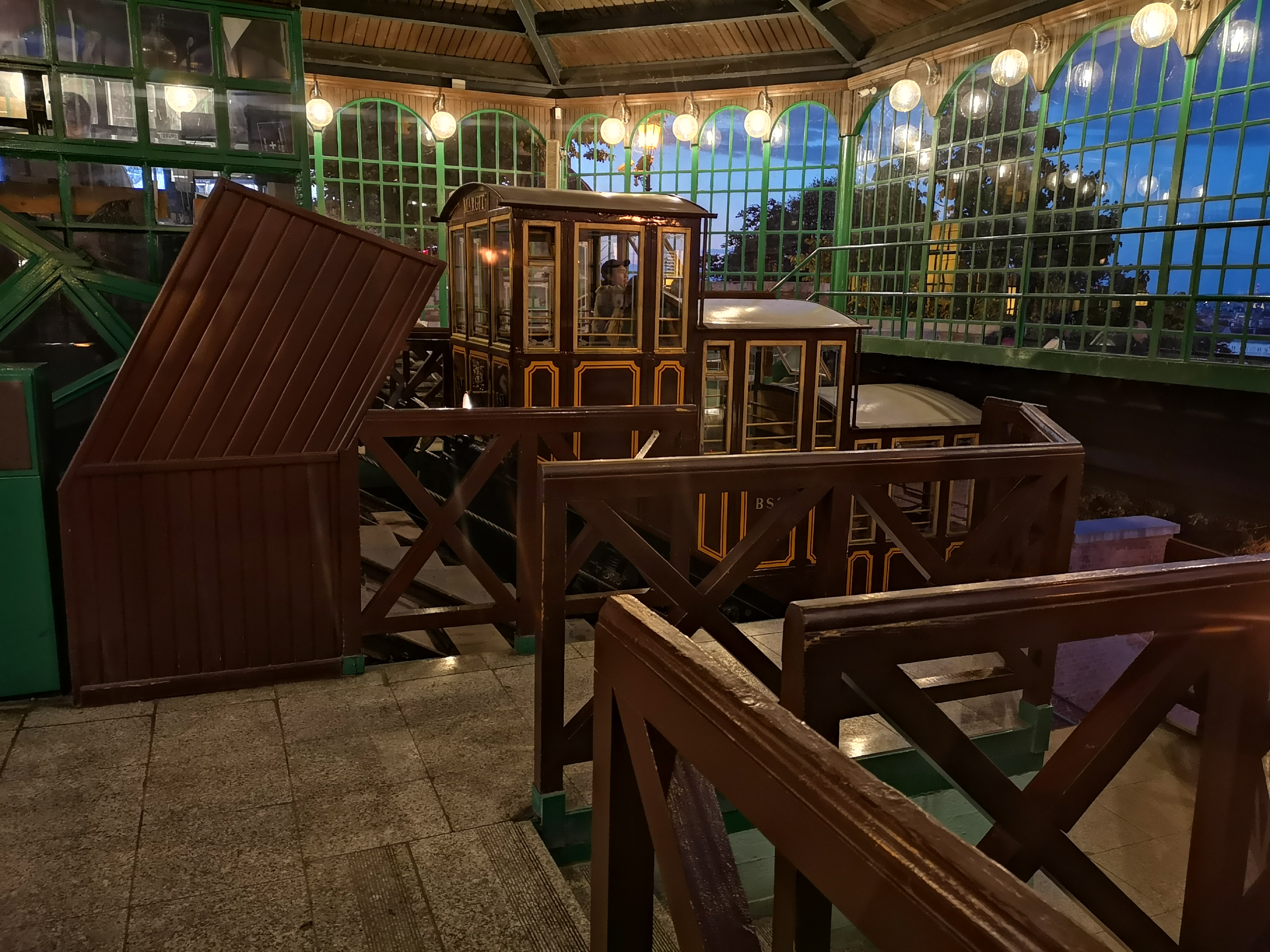
Fahrzeug in der Bergstation
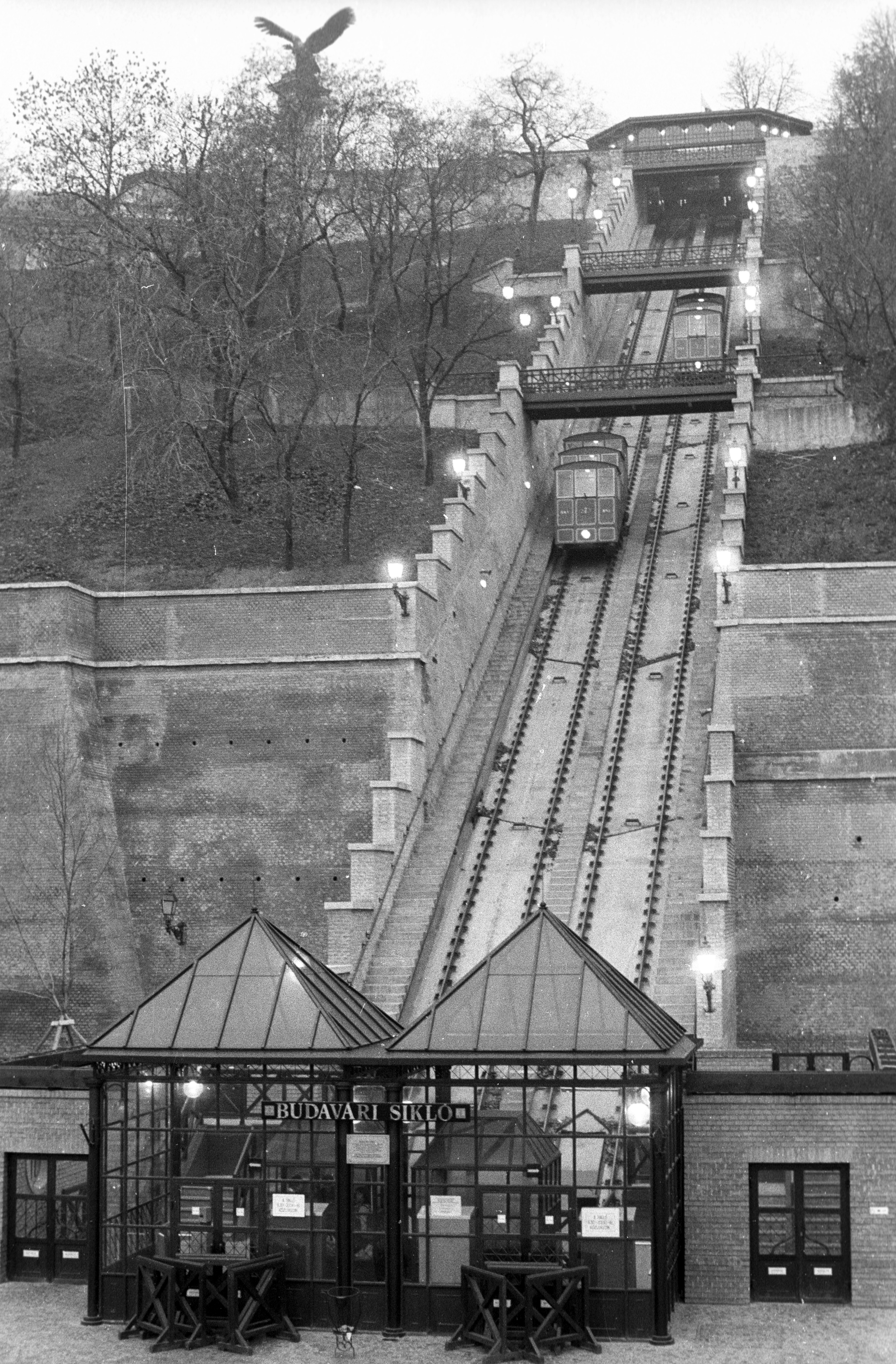
Ansicht von 1986